# Museu de Luxor
O Museu de Luxor é um museu arqueológico localizado na cidade egípcia de Luxor (antiga Tebas).

## Histórico
Foi idealizado pelo Ministério da Cultura do Egito, que encarregou um dos principais arquitetos egípcios, Mahmud El Hakim, da elaboração do projeto em 1962. Os artefatos arqueológicos da coleção chegaram mais tarde e foram instalados entre 1972 e 1975.

## Coleção
Entre os itens em exibição estão peças encontradas no túmulo do faraó Tutancâmon (KV62), da XVIII dinastia, e uma coleção de 26 estátuas do Império Novo que foram encontradas enterradas no Templo de Luxor, em 1989. Além disso, também fazem parte da coleção as múmias de dois faraós (Amósis I e Ramessés I), que foram expostas no museu em março de 2004, como parte de uma expansão. A maior obra em exibição é a reconstrução de uma das paredes do templo de Aquenáton, em Carnaque. Outro destaque da coleção é a estátua de calcite do deus crocodilo Suco e do faraó Amenófis III.